# Campoplex ultimus
Campoplex ultimus är en stekelart som beskrevs av Henry Lorenz Viereck 1925. Campoplex ultimus ingår i släktet Campoplex och familjen brokparasitsteklar. Inga underarter finns listade.